# Ciclismo nos Jogos Paralímpicos de Verão de 2012 - Revezamento por equipes mistas em estrada
O revezamento por equipes mistas em estrada do Ciclismo nos Jogos Paralímpicos de Verão de 2012 foi disputado no dia 8 de setembro no Circuito de Brands Hatch em Kent, Grã-Bretanha. Apenas um evento foi disputado, por equipes nacionais formadas por ciclistas pertencentes às classes H1, H2, H3, H4 e de até ambos os sexos. Cada equipe é formada por 3 atletas. Cada atleta percorre duas voltas de 3 quilômetros cada, totalizando 18 quilômetros por equipe

## Medalhistas
|  | USA Estados Unidos                                               |  | ITA Itália                                                                   |  | SUI Suíça                                                         |
|  | Matthew Updike (H2/M) Oscar Sanchez (H4/M) Marianna Davis (H2/F) |  | Vittorio Podestà (H2/M) Alessandro Zanardi (H4/M) Francesca Fenocchio (H2/F) |  | Heinz Frei (H2/M) Ursula Schwaller (H2/F) Jean-Marc Berset (H2/M) |

## Resultados
| Pos.              | Equipe             | Atletas                                                                        | Tempo |
| ----------------- | ------------------ | ------------------------------------------------------------------------------ | ----- |
| Medalha de ouro   | USA Estados Unidos | Matthew Updike (H2/M) Oscar Sanchez (H4/M) Marianna Davis (H2/F)               | 30:07 |
| Medalha de prata  | ITA Itália         | Vittorio Podestà (H2/M) Alessandro Zanardi (H4/M) Francesca Fenocchio (H2/F)   | 30:50 |
| Medalha de bronze | SUI Suíça          | Heinz Frei (H2/M) Ursula Schwaller (H2/F) Jean-Marc Berset (H2/M)              | 30:58 |
| 4                 | FRA França         | Joël Jeannot (H3/M) Rodolph Cecilon (H1/M) David Franek (H2/M)                 | 31:44 |
| 5                 | CAN Canadá         | Robert Labbe (H1/M) Mark Ledo (H3/M) Mark Beggs (H2/M)                         | 34:07 |
| 6                 | AUT Áustria        | Christoph Etzlstorfer (H1/M) Wolfgang Schattauer (H1/M) Walter Ablinger (H2/M) | LAP   |
| 7                 | ISR Israel         | Pascale Bercovitch (H4/F) Nati Groberg (H4/M) Koby Lion (H1/M)                 | LAP   |